# Tervszerű megelőző karbantartás
A karbantartás az a tevékenység, amelynek a célja általában egy berendezés, eszköz, épület stb. fő funkciójának a megtartása. Részei: kezelés, gondozás; vizsgálat; helyreállítás, javítás. A karbantartás fogalmát a számviteli törvény illetve az MSZ IEC 50(191) szabvány tárgyalja. Karbantartásnak minősül a használatban lévő tárgyi eszköz folyamatos, zavartalan, biztonságos üzemeltetését szolgáló javítási, karbantartási tevékenység, ide értve a tervszerű megelőző karbantartást, a hosszabb időszakonként, de rendszeresen visszatérő nagyjavítást, és mindazon javítási, karbantartási tevékenységet, amelyet a rendeltetésszerű használat érdekében el kell végezni, amely a folyamatos elhasználódás rendszeres helyreállítását eredményezi. 
Jelen szócikk elsősorban a vállalatok, üzemek TMK tevékenységét tárgyalja. 
Az 1950-es évek elejéig elfogadott volt a hibáig üzemelés. Ha valami  elromlott, akkor a rajta dolgozó munkás javította meg. Nem volt jellemző a nagyüzemi sorozatgyártás, ezért a gépkiesés nem okozott különösebb problémát.
A hatvanas évekre nőtt a termelékenység és a berendezések bonyolultsági foka, ezért szükségessé vált a gépmeghibásodások megelőzése, ami folytán létrehozták a tervszerű megelőző karbantartás rendszerét. Ez egy merev ciklusú karbantartási stratégia, amely próbálta kiküszöbölni a hibáig üzemelést. Célja a váratlan hibák visszaszorítása volt. Ebből az okból kifolyólag a karbantartási ciklusokat gyakran rövidebb időszakokra szabták, mint az szükséges lett volna. Ez gyakran a hibamentes alkatrész cseréjéhez vezetett.

## A tervszerű megelőző karbantartás előnyei
- A javítások könnyen tervezhetőek, ütemezhetőek. (Viszont nem számol a gép termelésen kívül töltött idejével.)
- A karbantartás egyenletes leterheltsége jól megoldható.
- Jól tervezhető az emberi és az anyagi erőforrás.
- Csökkennek az üzemzavarok, az állásidők, ami a rendelkezésre állás növekedéséhez vezet.

## A tervszerű megelőző karbantartás hátrányai
- Magasak a karbantartási költségek, hiszen tervszerűen cserélnek sokszor olyan alkatrészt, amely még sokáig megfelelően tudna működni. Nem megfelelő elhasználódás-kihasználtság.
- Nagy raktárkészlet szükséges.
- Magasabb karbantartói létszám szükséges.
- A nagyjavítások sokszor egyenesen vezetnek a következő meghibásodáshoz.